# ヨハネス・ビルデルス
ヨハネス・ビルデルス（Johannes Warnardus Bilders、1811年8月18日 - 1890年10月29日）はオランダの画家である。風景画を描いた。「ハーグ派」を形成する画家たち、ヘンドリック・ウィレム・メスダフ、ヨゼフ・イスラエルス、ウィレム・ルーロフスやマリー・ファン・ボッセらと交流した。

## 略歴
ユトレヒトのパン屋の息子にうまれた。画家を目指して、ユトレヒトの画家、ヨニキス(Jan Lodewijk Jonxis)に学んだ。1830年にベルギー独立革命がおこるとオランダ王国軍に志願し、何年か陸軍で働いた後、画家の修行に戻った。1834年にドイツ人の娘と結婚し、この結婚から後に画家になるヘラルト・ビルデルスと、画家ヤン・デ・ハースと結婚することになるカロラインが生まれた。
1839年にドイツに旅した後、1841年に田舎町オーステルベークに住むようになった。オーステルベークは後に「北のバルビゾン」や「オランダのバルビゾン」と称されることもあり、オランダの多くの画家がここで風景画を描き、それらの画家は後の「ハーグ派」を形成することになった。
1846年から1852年の間はユトレヒトで働き、その後アムステルダムで1年を過ごし、ヨゼフ・イスラエルスとも知り合った。1855年から1858年の間はオーステルベークで過ごし、この頃ヘンドリック・ウィレム・メスダフと写生旅行を行った。1865年に息子のヘラルトを結核で失い、娘も亡くなった。
1880年に有力な政治家の娘で画家のマリー・ファン・ボッセ(1837-1900)と再婚した。オーステルベークで亡くなった。

## 作品

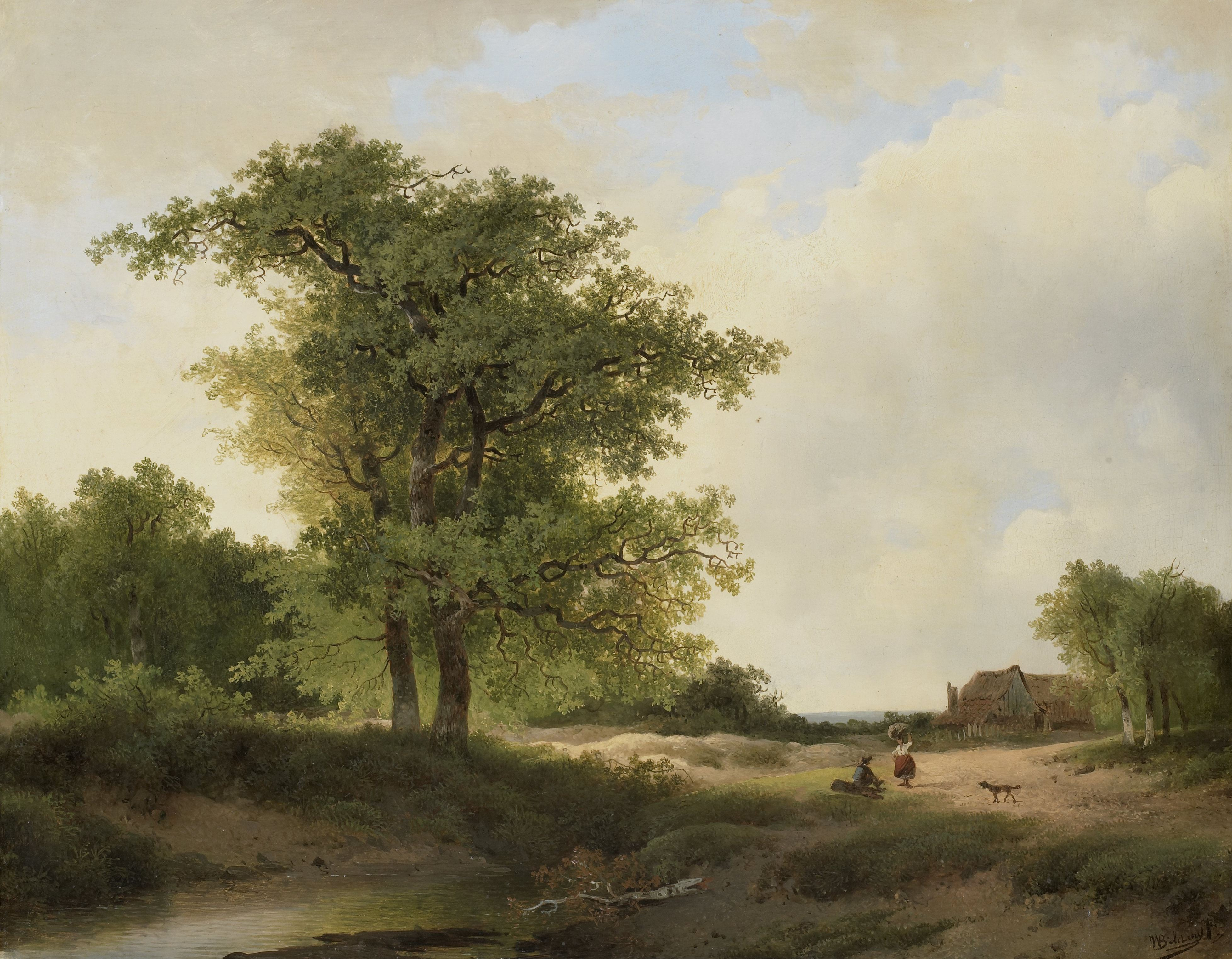
農家のある風景
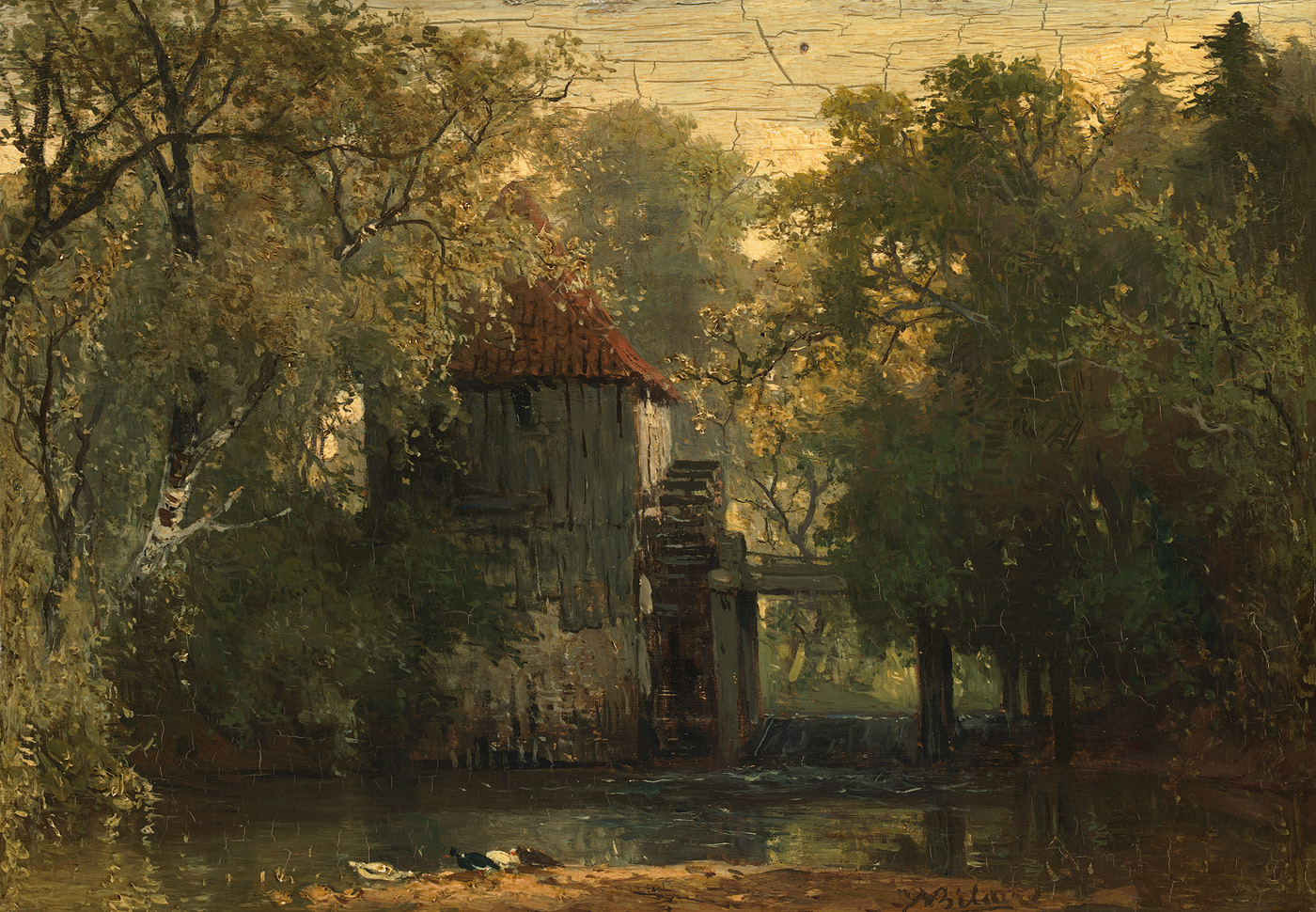
フォルデンの森の小川と水車小屋
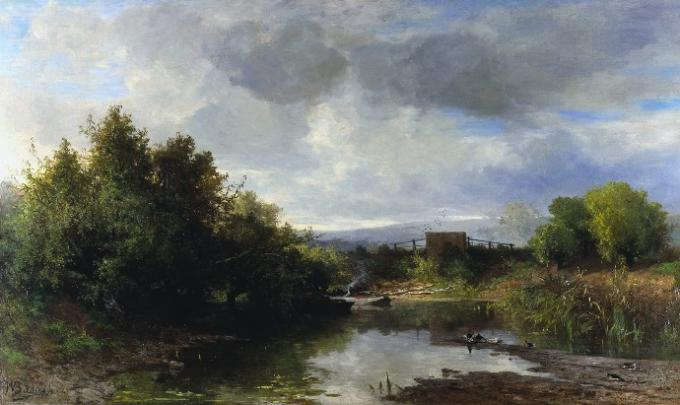

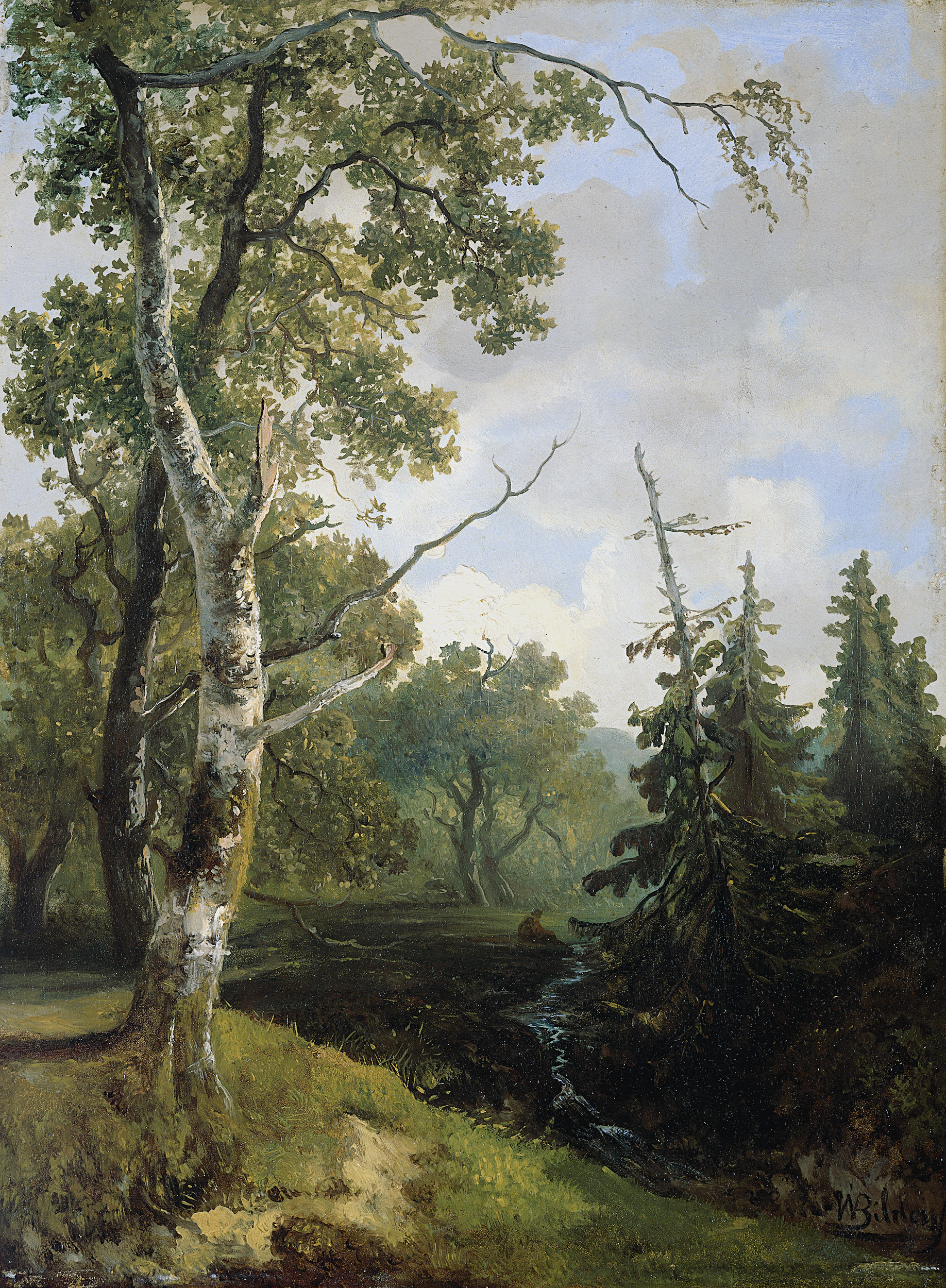
ウォルヘーゼ近くの森
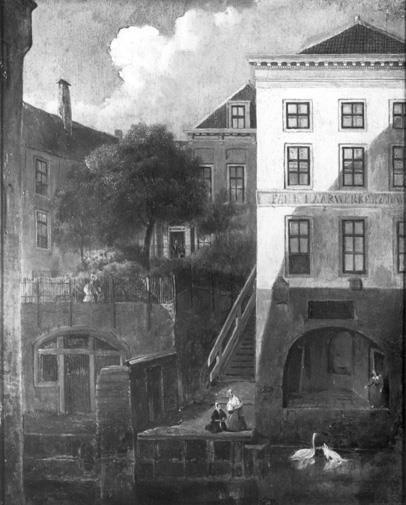
ユトレヒトのラインマルクトの民家
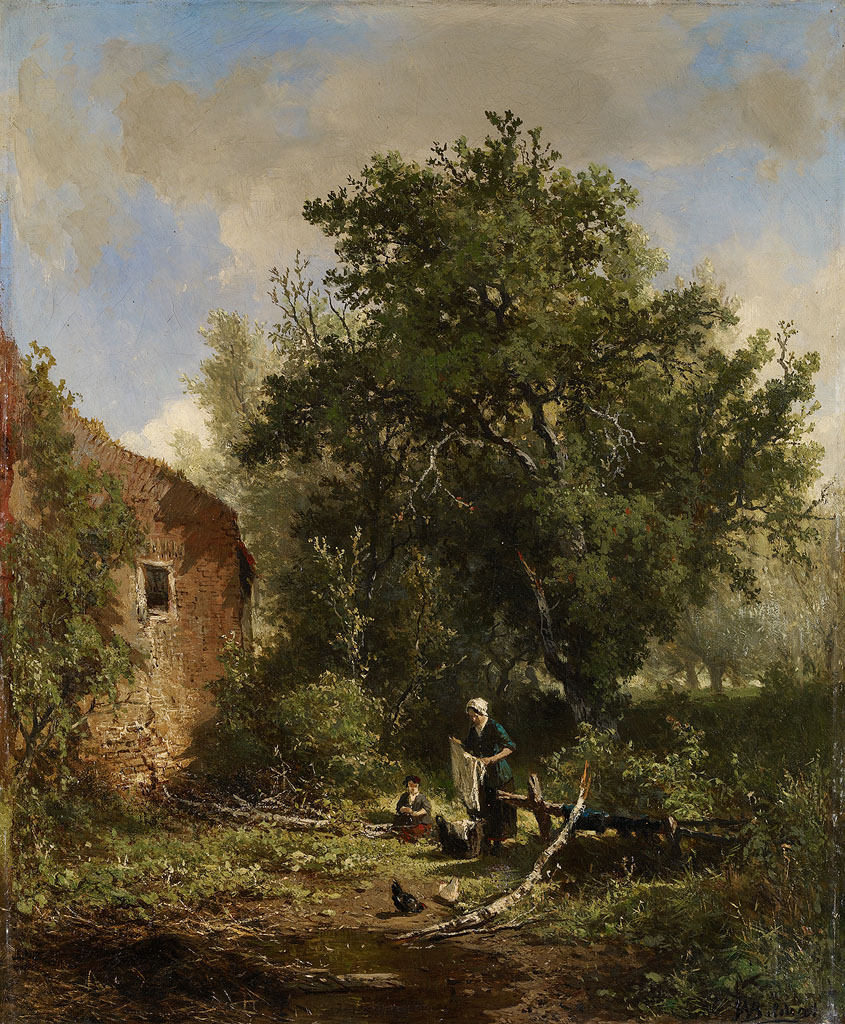
農場